# You're My Everything
"You're My Everything" is een hitsingle uit 1967 van de Amerikaanse mannengroep The Temptations. Het was de derde en qua Amerikaanse popnotering meest succesvolle single van het album "With A Lot O' Soul". Het nummer haalde de #6 plek op de poplijst en de #3 positie op de R&B lijst. Ook kwam "You're My Everthing" in het Verenigd Koninkrijk op de poplijst terecht, met #26 als piekpositie.
Het nummer was het eerste waar producer Norman Whitfield samenwerkte met Roger Penzabene. Ook schreef Cornelius Grant, de gitarist van The Temptations tijdens optredens, mee aan het nummer. Penzabene, degene die de tekst voor het nummer bedacht, wilde dat Eddie Kendricks lead zou zingen en niet David Ruffin, die rond die tijd de meeste leadpartijen zong. Het werd ook Kendricks die het grootste gedeelte lead zou zingen, maar het was Ruffin die tijdens de bridge lead zong. Penzabene wilde Kendricks, omdat hij een grotere charmeur zou zijn met dames tijdens live optredens. Eddie Kendricks zou het nummer dan speciaal voor één vrouw uit het publiek moeten zingen.
De B-kant van de single is het nummer "I've Been Good To You", een cover van The Miracles. Ook hierop is het Eddie Kendricks die lead zingt. In tegenstelling tot "You're My Everything" is "I've Been Good To You" niet afkomstig van het album "With A Lot O' Soul", maar van zijn studiovoorganger "Gettin' Ready". "I've Been Good To You" haalde zelf de #124 positie op de poplijst.
"You're My Everything" werd onder andere gecoverd door Gladys Knight & The Pips en is de B-kant van hun single "You Need Love Like I Do (Don't You)".

## Bezetting
- Lead: Eddie Kendricks en David Ruffin
- Achtergrond: David Ruffin, Eddie Kendricks, Melvin Franklin, Paul Williams en Otis Williams
- Instrumentatie: The Funk Brothers
- Schrijvers: Norman Whitfield, Roger Penzabene en Cornelius Grant
- Productie: Norman Whitfield